# トゥピ・グアラニー語族

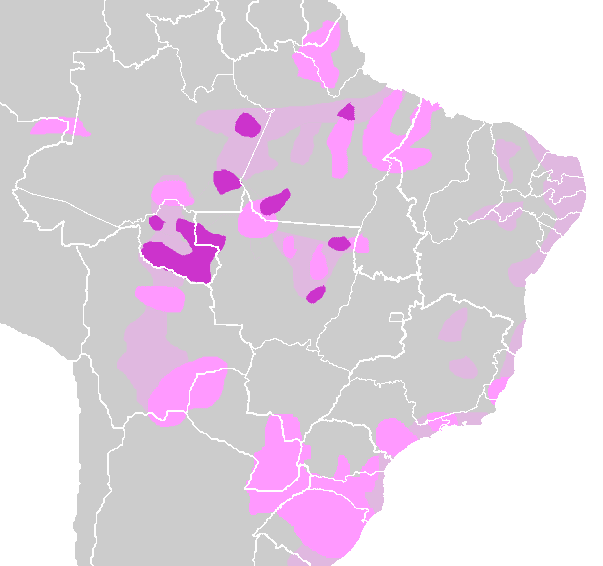
トゥピ・グアラニー語が話される地域
その他のトゥピ語が話される地域
かつての語族の分布域（推定）

トゥピ・グアラニー語族（トゥピ・グアラニーごぞく）とは、南アメリカ大陸に分布する語族。トゥピ語族中では最も重要な語族であり、55の言語によって構成され、その中には語族中でも知名度の高いグアラニー語とトゥピ語が含まれる。
カリオカ、カポエイラ、ジャガー、タピオカなどの言葉は、トゥピ・グアラニー語族に起源を有している。

## 分類
ホドリゲス（en:Aryon_Rodrigues）により、暫定的ながら8つの下位分類が提唱されている。
Subgroup I（グアラニー諸語）
Subgroup II（グアラヨ・シリオノ・ホラ諸語）
グアラヨ語、シリオノ語、ホラ語
Subgroup III（トゥピ諸語）
トゥピ語（リンガ・ジェラール、ニェエンガトゥ語）、ポティグアラ語、コカマ語、トゥピニキン語
Subgroup IV（テネテアラ諸語）
アクワワ語（アスリニ語、スルイ・ド・パラー語、パラカナン語）、アヴァ・カノエイロ語、タピラペ語、テネテアラ語（グアジャジャラ語、テンベ語）
Subgroup V（カヤビ諸語）
シングー・アスリニ語、カヤビ語、アラウェテ語（未確定）
Subgroup VI（カワイブ諸語）
アピアカ語、カワイブ語（アモンダワ語、ジュマ語、カリプナ語、テニャリン・パリンティンティン語、ウル・エウ・ワウ・ワウ語、その他の死語）
Subgroup VII（カマユラ語）
Subgroup VIII（ワヤンピ諸語）
アナンベ語、アマナイェ語、エメリロン語、グアジャ語、ワヤンピ語、ゾエ語、タクニャペ語、トゥリワラ語、カアポル語
死語であるアウラ語（ブラジル）とパウセルナ語（ボリビア）は、分類中に組み込まれていない。